# McCarthism

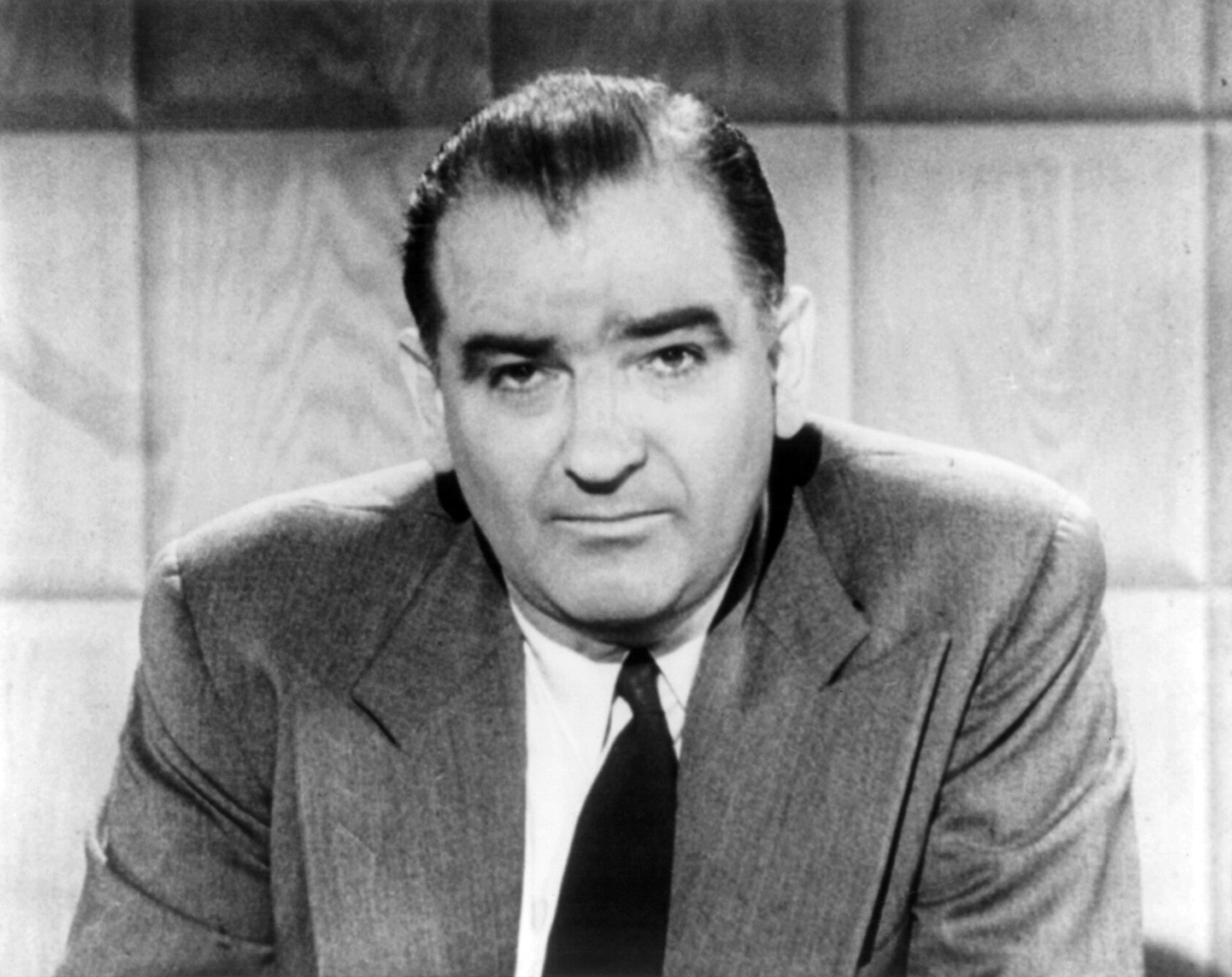
Senatorul Joseph McCarthy

Mccarthy-ismul este un termen care descrie o perioadă de suspiciune intensă anticomunistă în Statele Unite ale Americii, care a durat, cu aproximație, de la sfârșitul deceniului al patrulea până pe la mijlocul celui de-al șaselea. Termenul derivă din numele senatorului american Joseph McCarthy, un reprezentant republican al statului Wisconsin. Perioada mccarthy-ismului mai este cunoscută și ca a doua panică roșie și a fost caracterizată prin creșterea temerilor față de încercările de penetrare a instituțiilor americane de către spionii sovietici, ascuțirea tensiunilor americano-sovietice datorită hegemoniei URSS-ului în Europa Răsăriteană, succesul revoluției comuniste chineze (1949) și izbucnirea războiului din Coreea (1950-1953).
În aceste timpuri, persoane din diferite sfere de activitate, la început funcționari guvernamentali, apoi cei din industria divertismentului, continuând cu cei din sistemul învățământului public, au fost acuzați că sunt membri ai partidului comunist sau simpatizanți ai comuniștilor și au devenit subiectele unor investigații agresive și a unor audieri publice în fața diverselor comisii sau agenții. S-a dat de mult prea multe ori crezare bănuielilor nesusținute de dovezi, sau susținute de dovezi incomplete sau discutabile, iar atitudinile unei persoane de orientare politică dovedită sau bănuită a fi de stânga, făcând parte sau despre care se bănuia că face parte din organizații de stânga, erau taxate în mod disproporționat. Multe astfel de persoane și-au pierdut locurile de muncă, și-au văzut ruinate carierele, sau au ajuns să ispășească pedepse cu închisoarea. Multe astfel de pedepse au fost date la sfârșitul unor procese ale căror verdicte aveau să fie mai târziu anulate, iar legile care au permis aceste abuzuri aveau să fie declarate mai târziu neconstituționale, (așa cum a fost cazul Legii jurământului de credință, declarată neconstituțională în 1967), concedierile celor cu orientări politice de stânga aveau să fie, de asemenea, declarate ilegale, iar procedurile extrajudiciare aveau să fie, mai târziu, blamate.

## Originile mccarthy-ismului
Perioada istorică cunoscută ca mccarthy-ism a început cu ceva timp mai înainte ca senatorul care a i-a dat numele să fie în vreun fel implicat în lupta anticomunistă. Au fost mai mulți factori care au contribuit la apariția mccarthy-ismului, unii dintre ei existând încă în perioada primei panici roșii (1917-1920), sau chiar mai înainte de transformarea organizațiilor comuniste într-o forță politică de luat în seamă. Mulțumită, în parte, succesului avut în organizarea sindicatelor și a luptei antifasciste, Partidul Comunist American a devenit din ce în ce mai puternic de-a lungul celui de-al patrulea deceniu, ajungând în 1942 la 50.000 de membri. În perioada celui de-al Doilea Război Mondial, când Statele Unite erau aliate cu Uniunea Sovietică, problema anticomunismului a fost trecută sub tăcere. Odată cu încheierea conflagrației mondiale, Războiul Rece s-a declanșat aproape imediat, ca urmare a instalării de regimuri marionetă prosovietice în întreaga Europă Centrală și Răsăriteană. Tensiunile au ajuns la o cotă nemaiîntâlnită în 1948, odată cu izbucnirea Blocadei Berlinului – blocarea căilor terestre de acces către Berlinul Apusean.
Evenimentele din anii 1949 și 1950 au condus la creșterea în continuare a sentimentului american de teamă față de comunism. Uniunea Sovietică a experimentat cu succes prima sa bombă atomică în 1949, devansând toate estimările planificatorilor militari americani. Tot în 1949, armata comuniștilor conduși de Mao Zedong a reușit să cucerească întreaga Chină continentală, în ciuda ajutorului financiar și logistic obținut de la americani de oponenții comuniștilor din Kuomintang. În 1950 s-a declanșat războiul din Coreea, opunând forțele ONU, SUA și sud-coreene armatelor comuniștilor nord-coreeni și chinezi. În același an, au avut loc mai multe scandaluri legate de acte sovietice de spionaj în SUA. În ianuarie, Alger Hiss, un oficial de rang înalt din Departamentul de Stat, a fost condamnat pentru sperjur. El fusese găsit vinovat pentru spionaj, fapta sa se prescrisese, dar a fost condamnat pentru mărturie mincinoasă în cazul declarațiilor făcute în fața Comisiei pentru Cercetarea Activităților Antiamericane. În Marea Britanie, Klaus Fuchs a mărturisit că a făcut spionaj în folosul Uniunii Sovietice în timpul cât a lucrat la Proiectul Manhattan, în Laboratorul Național Los Alamos, în timpul războiului. Soții Julius și Ethel Rosenberg au fost arestați pe 17 iulie pentru că ar fi furat secrete nucleare și le-ar fi oferit sovieticilor.
Au fost și alte fapte mai puțin evidente, mai subtile, care au dus la apariția mccarthy-ismului. Exista un obicei al politicienilor conservatori de a denumi reformele liberale, așa cum erau legea cu privire la munca minorilor sau cea a dreptului de vot al femeilor, ca fiind "comuniste" sau "comploturi roșii". Acest lucru a devenit mai evident în timpul aplicării politicilor New Deal a președintelui american Franklin D. Roosevelt. Mulți conservatori au pus semnul de egalitate între New Deal și socialism sau comunism. New Deal a fost considerat o dovadă a influenței comuniste în structurile guvernamentale. În general, pericolul vag definit ca fiind al "influenței comuniste" era o temă mai comună în retorica anticomunistă decât erau cele legate de spionaj și alte activități specifice.
Implicarea lui Joseph McCarthy în fenomenul cultural care avea să-i poarte numele a început cu discursul ținut de Ziua lui Lincoln, 9 februarie 1950, la Clubul de ciclism al femeilor republicane din West Virginia. El a arătat auditorilor o foaie de hârtie pe care ar fi fost scrisă o listă a unor comuniști cunoscuți, lucrători ai Departamentului de Stat. McCarthy a spus: "Am aici în mâna mea o listă de 205 de persoane care sunt cunoscuți de Secretarul de Stat ca fiind membri ai Partidului Comunist și care, cu toate acestea, lucrează în continuare și modelează politica Departamentului de Stat." Acest discurs a atras atenția presei asupra lui McCarthy și i-au determinat calea pe care avea să se îndrepte restul vieții și carierei sale politice.
Prima înregistrare a folosirii termenului "mccarthy-ism" (în engleză "McCarthyism") datează din 29 martie 1950, într-o caricatură politică din ziarul Washington Post a caricaturistul Herbert Block. Desenul îi înfățișa pe fruntașii republicani încercând să împingă un elefant (simbolul tradițional al Partidului Democrat) într-o grămadă instabilă a zece găleți cu catran, cea mai de sus având o etichetă pe care era scris cuvântul "McCarthyism".

## Instituțiile mccarthy-ismului
Au existat mai multe comitete, comisii și organisme anticomuniste de "apreciere a loialității", atât la nivel federal, cât și la nivel local, dar și multe agenții particulare care se ocupau de investigarea personalului diverselor companii private, care se temeau de orientarea politică de extrema stângă a angajaților.
În Congresul Statelor Unite, cele mai importante agenții de investigare a activităților comuniste a fost Comisia pentru Cercetarea Activităților Antiamericane (House Committee on Un-American Activities - HUAC), Subcomisia Senatorială pentru Securitate Internă și Subcomisia Senatorială pentru Investigații. Între 1949 și 1954, au fost începute și duse la sfârșit 109 investigații de către una dintre aceste comisii ale Congresului.

### Ramura executivă și verificările loialității
În guvernul federal, președintele Truman a inițiat un program de verificare a loialității angajaților în 1947. Ordinul executiv al lui Truman dădea putere comisiilor de verificare ca, acolo unde sunt găsite "motive întemeiate pentru supoziția că persoana implicată este neloială guvernului Statelor Unite", angajatul guvernului federal să fie concediat. Truman, un democrat, reacționa în acest fel la victoria republicanilor în alegerile din 1946 pentru Congresul SUA, simțind nevoia să răspundă la criticile tot mai ascuțite din partea conservatorilor și anticomuniștilor.
Acest program pentru verificarea loialității a fost conceput de directorul FBI-ului, J. Edgar Hoover, iar investigațiile propriu-zise au fost duse la îndeplinire de agenții FBI. Criteriile dure ale lui Hoover de apreciere a pericolului comunist și standardele politice conservatoare au dus la concedierea a mii de angajați federali.
Influența lui Hoover s-a întins dincolo de limitele cercetării angajaților guvernului federal și dincolo de limitele programelor de securitate ale programelor de loialitate. El oferea, de obicei, dovezi din dosare FBI (care ar fi trebuit să fie strict secrete) comisiilor congresului, așa cum a fost HUAC. În plus, din 1951 până în 1955, FBI-ul s-a ocupat de o acțiune de manipulare prin așa numita acțiune secretă "Responsabilities Program", prin care se distribuiau documente anonime din sursele sale secrete, cu dovezi ale simpatiilor comuniste ale profesorilor, avocaților și a altor categorii profesionale. Numeroase persoane acuzate pe baza acestor documente "anonime" au fost concediate fără vreun proces, prin încălcarea drepturilor constituționale ale respectivilor.
Când președintele Eisenhower și-a început mandatul, în 1953, el a întărit și extins programul de verificare a loialității al predecesorului său, limitând și mai mult căile de apel ale angajaților concediați. Hiram Bingham, președintele al Comisiei de Investigație a Loialității Administrației Civile, a numit noile reguli "exact opusul modului american de-a face lucrurile". Reguli asemănătoare de apreciere a loialității au fost stabilite în numeroase state de oficialii guvernelor locale, dar și de conducerile întreprinderilor private. În 1958, s-a estimat, în mare, că unul din cinci angajați americani a fost obligat să suporte verificările de loialitate. Procurorul General al Statelor Unite a început să țină o listă a organizațiilor pe care le considera subversive, începând cu anul 1942. Această listă a fost făcută publică în 1948, și cuprindea 78 de nume de organizații. La un moment dat, această listă ajunsese la 154 de organizații, din care 110 erau identificate ca fiind comuniste. Calitatea de membru în oricare din organizațiile listei atrăgea atenția investigatorilor, fără a fi considerată o dovadă de lipsă de loialitate. Una dintre motivele cele mai obișnuite de suspiciune era calitatea de membru al Washington Bookshop Association, o organizație cu tendințe de stânga, care oferea bilete la concerte de muzică clasică, împrumuturi de carte sau reduceri la cumpărarea de literatură beletristică.

### HUAC
Comisia pentru Cercetarea Activităților Antiamericane (HUAC) a fost cea mai cunoscută și activă organizație guvernamentală implicată în investigațiile anticomuniste. Înființată în 1938 și cunoscută și cu numele de Comisia Dies, după numele președintelui ei de până în 1941, Martin Dies, HUAC a condus investigații asupra unui mare număr de "activități", inclusiv ale naziștilor americani de origine germană în timpul celui de-al Doilea Război Mondial. Comisia și-a îndreptat repede atenția asupra comuniștilor în așa-numitul Proiect al Teatrului Federal. Un pas înainte al HUAC în lupta anticomunistă a fost investigarea lui Alger Hiss pentru  învinuirile de spionaj, în 1948. Această investigație a dus la judecarea și condamnarea lui Hiss pentru mărturie mincinoasă, și a convins pe mulți de utilitatea comisiilor congresului în lupta pentru descoperirea subversiunii comuniste. HUAC și-a câștigat faima și notorietatea cu ocazia investigării industriei cinematografice Hollywoodiene. În octombrie 1947, Comisia a început citarea actorilor, regizorilor și scenariștilor, chemându-i să dea declarații în legătură cu presupusele lor credințe, declarații sau participări la acțiuni comuniste, cât și în legătură cu tovarășii lor de convingeri. Aceste investigații au devenit cunoscute ca "interpelarea de 64 $" și începea cu: "Ești sau ai fost vreodată membru al Partidului Comunist American?"
Printre primii martori din industria cinematografică citați de comisie au fost zece care au refuzat să coopereze. Aceste persoane, care au devenit cunoscute ca "Cei zece de la Hollywood", au invocat Primul amendament al Constituției Statelor Unite, care garanta libertatea cuvântului și libertatea de asociere, prevedere legală care ei considerau că îi poate scuti de obligația de a răspunde la întrebările comisiei. Această tactică a eșuat, iar cei zece au fost condamnați la închisoare pentru sfidarea Congresului. Doi dintre cei zece au fost condamnați la câte 6 luni de închisoare, restul la câte un an.
Ca urmare, martorii (din Hollywood sau alte industrii și activități), care nu doreau să colaboreze, au invocat Amendamentul al cincilea, care proteja persoana împotriva autoincriminării. În vreme ce această tactică îi apăra pe martori de învinuirea de sfidare a Congresului, era considerată un motiv suficient de bun pentru concedierea din structurile guvernamentale și din rândul personalului a numeroase întreprinderi private. Prin invocarea acestui amendament, o persoană nu putea fi obligată să depună mărturie despre propria sa asociere cu Partidul Comunist și îi permitea să refuze să "numească nume" ale tovarășilor comuniști. Pentru că multe persoane supuse investigațiilor aveau de ales între "a înota în noroi sau a fi un informator", după cum a spus actorul Larry Parks, sau să fie etichetat drept "comunist al amendamentului al cincilea", după cum obișnuia senatorul McCarthy.

### Comisiile Senatului
În Senat, comisia principală de investigare a activităților comuniste era Subcomisia Senatului Statelor Unite pentru Securitate Internă (SISS), format în 1950, însărcinat cu impunerea legii în cazurile de "spionaj, sabotaj și protejarea securității interne ale Statelor Unite". SISS era condus de democratul Pat McCarran. Această comisie a petrecut un an investigându-l pe Owen Lattimore și alți membri al Institutului pentru relații pacifice. Așa cum se mai făcuse până atunci, învățații care erau asociați cu Lattimore (așa numita China Hands), au fost acuzați de "pierderea Chinei", și deși au fost găsite câteva dovezi ale atitudinilor procomuniste, nu a fost găsit nicio dovadă serioasă care să susțină acuzațiile lui McCarran conform căreia Lattimore ar fi fost "un instrument conștient și funcțional al conspirației sovietice". Lattimore a fost acuzat pentru mărturie mincinoasă în legătură cu propria persoană în declarațiile din fața SISS în 1952. După ce mai multe multe acuzații au fost respinse de Tribunalul Federal și după ce unul dintre martori a recunoscut că a mințit, cazul a fost abandonat în 1955.
Joseph McCarthy a fost președintele Comisia Permanentă a Senatului pentru Investigații în 1953 și 1954, și și-a folosit funcția pentru vânătoarea de comuniști. McCarthy a examinat, mai întâi, afirmațiile nedovedite asupra influențelor comuniste asupra Vocii Americii, după care și-a îndreptat atenția asupra bibliotecilor din străinătate ale Departamentului de Stat. Cataloagele acestor biblioteci  au fost cercetate pentru a găsi autori pe care McCarthy îi considera nepotriviți. McCarthy a prezentat subcomisiei și presei o listă a autorilor presupuși procomuniști. Cedând în fața presiunilor, Departamentul de Stat a ordonat bibliotecilor sale din străinătate să îndepărteze cărțile care erau "materiale ale oricărei persoane controversate, comuniste sau simpatizanți ai comuniștilor, etc]]". Unele dintre biblioteci au procedat la distrugerea prin ardere a titlurilor interzise.  Comisia lui McCarthy a început, mai apoi, investigații în Armata Statelor Unite. Prima acțiune a fost cea care a vizat laboratoarele Corpurilor de Transmisiuni ale Armatei Statelor Unite  din Fort Monmouth. McCarthy a ocupat prima pagină în mai multe ziare cu poveștile lui despre spionii periculoși care ar fi activat în colectivele de cercetători ai armatei, dar până la urmă nu a reușit să dovedească nimic.
McCarthy și-a îndreptat, mai apoi, atenția împotriva unui dentist militar, care fusese promovat la gradul de maior, în ciuda faptului că refuzase să răspundă la întrebările puse de comisia de verificare a loialității. Modul în care McCarthy a condus investigațiile, inclusiv o serie de insulte adresate unui general de brigadă în timpul audierilor armată-McCarthy, în care cele două părți și-au adus învinuiri și contra învinuiri timp de 36 de zile, în direct, la televizor, în fața întregii națiuni. Deoarece rezultatele oficiale ale audierilor au fost neconcludente, această expunere publică a lui McCarthy a dus la o scădere pronunțată a popularității sale. În mai puțin de un an, McCarthy a fost dezaprobat public de Senat, iar el și-a pierdut poziția de prim rang în lupta anticomunistă.

### Listele negre
Pe 25 noiembrie 1947, (a doua zi după ce Camera Reprezentanților a aprobat citarea pentru sfidarea curții a Celor "10 de la Hollywood"), Eric Johnston, președintele a Motion Picture Association of America, a dat un comunicat de presă din partea principalilor conducători ai celor mai mari studiouri, (comunicat numit, mai apoi, Declarația Waldorf). Prin această declarație publică era anunțată concedierea "celor zece de la Hollywood" și se mai adăuga: "Noi nu vom angaja cu bună-știință comuniști sau membri ai oricărui alt partid sau grup care vizează răsturnarea conducerii Statelor Unite…" Această capitulare în fața poziției mccarthy-iste marchează începutul a ceea a fost numit mai apoi lista neagră de la Hollywood. În ciuda faptului că mai multe sute de persoane au fost concediate, studiourile, producătorii și alți angajatori nu au admis niciodată, în mod public, că aceste liste negre ar fi existat.
În tot acest timp, au apărut comisii și investigatori anticomuniști privați pentru cercetarea loialității, pentru a asigura cererea în creștere accentuată din partea anumitor industrii pentru certificarea angajaților.  Companiile care erau preocupate de sensibilitatea afacerilor lor, sau care, așa cum era industria de divertisment, se simțeau vulnerabile în fața opiniei publice, au făcut uz de aceste servicii private. Aceste echipe de investigatori, contra plată, verificau părerile și atitudinile politice ale angajaților. La asemenea audieri, subiecții nu aveau, de obicei, dreptul la asistență din partea unui avocat, și, ca și în cazul HUAC, intervievatului i se putea cere să se apere împotriva acuzațiilor fără a i se permite să ceară mărturia acuzatorului. Aceste agenții țineau liste interconectate ale organizațiilor, publicațiilor, marșurilor și actelor de caritate de stânga, ca și o listă de indivizi care erau considerați suspecți sau comuniști. Astfel de documente precum Red Channels și buletinele de știri precum Counterattack sau Confidential Information erau publicate pentru a ține sub control organizațiile de stânga sau comuniste, cât și pe membrii acestora.
Aceste liste negre mccarthy-iste erau create, întreținute și folosite de variatele organizații private.

### Legile și arestările
Au fost mai multe încercări pentru introducerea unei legislații specifice, sau pentru aplicarea celor deja existente, în încercarea de apărare a Statelor Unite de ceea ce părea a fi subversiunea comunistă.
Legea înregistrării străinilor sau Legea Smith din 1940 transforma în infracțiune pentru orice persoană încercarea acesteia "să apere, sprijine, sfătuiască sau să instruiască, în mod conștient sau voluntar,  [...] oportunitatea sau  caracterul potrivit al răsturnării conducerii Statelor Unite sau a oricărui alt Stat, prin forță sau violență, sau pentru oricine să organizeze  orice asociație care să instruiască, sfătuiască sau să încurajeze o asemenea răsturnare, sau pentru oricine să devină membru sau să se afilieze la o asemenea organizație". Mai multe sute de comuniști au fost acuzați între 1941 și 1957. Unsprezece conducători ai Partidului Comunist au fost judecați și condamnați, folosindu-se Legea Smith, în 1949. La zece dintre acuzați li s-a dat pedepse de 5 ani de închisoare, iar celui de-al unsprezecelea i s-a dat o pedeapsă de trei ani. Toți avocații acestor acuzați au fost, la rândul lor, acuzați de sfidarea curții și au fost condamnați la închisoare. În 1951, alți 23 de lideri de partid au fost inculpați, printre ei aflându-se și Elizabeth Gurley Flynn, membru fondator al American Civil Liberties Union. Până în 1957, peste 140 de conducători sau membri ai Partidului Comunist au fost acuzați pe baza legii mai sus-menționate.
Legea securității interne McCarran din 1950 a fost numită "singura lege importantă a epocii mccarthy-iste". Valoarea ei practică a fost foarte scăzută, limitându-se la hărțuirea legală a suspecților.
În 1952, a fost votată Legea emigrației și naționalității, sau Legea McCarran-Walter. Această lege permitea autorităților să deporteze emigranții sau cetățenii naturalizați implicați în acte subversive, ca și să interzică intrarea în țară a persoanelor  suspectate de apartenență la organizații comuniste.

## Victimele mccarthy-ismului
Este dificil de estimat numărul victimelor inocente ale vânătoarei de vrăjitoare mccarthy-iste. Numărul celor care au fost închiși este ordinul sutelor, iar între zece și douăsprezece mii și-au pierdut locurile de muncă.
În multe cazuri, simplul fapt de a fi suspectat de HUAC sau de unul dintre celelalte comisii era suficient pentru a fi concediat.
Cei mai mulți dintre cei care au fost închiși, sau și-au pierdut slujbele, sau au fost interogați de comisii, avuseseră sau mai aveau încă legături de o anumită natură cu Partidul Comunist. Dar pentru marea majoritate, ori natura meseriei, ori caracterul inconsistent al legăturilor cu organizațiile de stânga  excludea din start orice fel de justificare a măsurilor legale luate împotriva lor.
Doar în industria filmului, la peste 300 de actori, scenariști sau regizori li s-a interzis să lucreze în SUA, numele lor fiind prezente pe neoficiala listă neagră a Hollywoodului. Listele negre existau în studiourile de producție cinematografică, în universități și în școlile de toate nivelurile, în justiție, sau în cazul altor câmpuri de activitate. Alăturat, este o listă incompletă a celor mai faimoși oameni care au suferit persecuții în timpul epocii mccarthy-iste:
- Leonard Bernstien, compozitor și dirijor;
- Charlie Chaplin, actor, aflat pe lista negră de la Hollywood;
- Aaron Copland, compozitor;
- Bartley Crum, avocat, aflat pe lista neagră din justiție, s-a sinucis în 1959;
- Jules Dassin, regizor;
- W.E.B. DuBois, activist pentru drepturile civile, scriitor, inculpat cu ajutorul legii consemnării agenților străini;
- Howard Fast, scriitor, scriitor, închis pentru sfidarea Congresului;
- Lee Grant, actriță;
- Dashiell Hammett, scriitor;
- Lillian Hellman, dramaturg;
- John Hubley, autor de desene animate;
- Langston Hughes, scriitor, aflat pe lista neagră Red Channels
- Sam Jaffe, actor;
- Gypsy Rose Lee, actriță, aflată pe lista negră de la Hollywood;
- Philip Loeb, actor, după ce a devenit șomer, s-a sinucis în 1955;
- Joseph Losey, regizor;
- Burgess Meredith, actor;
- Arthur Miller, dramaturg și eseist;
- Zero Mostel, actor;
- Clifford Odets, scriitor;
- J. Robert Oppenheimer, fizician, "tatăl bombei atomice";
- Paul Robeson, actor, atlet, cântăreț, scriitor, politician și activist pentru drepturile cetățenești, după ce a fost trecut pe listele negre, i s-a anulat pașaportul;
- Edward G. Robinson, actor;
- Waldo Salt, scriitor;
- Pete Seeger, cântăreț de muzică folk;
- Artie Shaw, cântăreț de jazz;
- Howard Da Silva, actor;
- Paul Sweezy, economist și editor-fondator al  Monthly Review, condamnat pentru sfidarea curții;
- Tsien Hsue-shen, fizician, i s-a anulat pașaportul, a fost încarcerat;
- Orson Welles, actor, scriitor și regizor.

## Reacții
Națiunea americană nu era unită deloc de crezurile mccarthy-ismului. Au apărut numeroși critici ai mccarthy-ismului, inclusiv în rândurile personalităților recunoscute ca fiind neliberale.
De exemplu, prin vetoul (respins până în cele din urmă) exprimat în chestiunea Legea securității interne McCarran din 1950, președintele Truman afirma: "Într-o țară liberă, noi pedepsim oamenii pentru crimele pe care le fac, niciodată însă pentru opiniile pe care le au." Truman și-a exprimat veto-ul, de asemenea, fără succes, în cazul Legea Taft-Hartley, care, printre alte prevederi care limitau puterea sindicatelor, interzicea protecția sindicatelor ai căror lideri nu semnaseră declarații sub jurământ din care să reiasă că nu fuseseră nicodată comuniști.
Pe 1 iunie 1950, senatoarea Margaret Chase Smith, o republicană din partea statului Maine, a ținut un discurs în plenul Senatului, discurs pe care l-a numit  "Declarație de conștiință". Într-un atac direct împotriva mccarthy-ismului, ea a chemat la încetarea "asasinării caracterului" și a enumerat " câteva dintre principiile de bază ale americanismului: dreptul de a critica, dreptul de a avea convingeri inpopulare, dreptul de a protesta, dreptul de a avea o gândire independentă." Ea a mai adăugat: "libertatea cuvântului nu este ceea ce era în America," și critica fățiș "tentaculele canceroase ale atitudinilor «neștiind nimic, suspectând totul»." Alți șase senatori republicani: Wayne Morse, Irving M. Ives, Charles W. Tobey, Edward John Thye, George Aiken și Robert C. Hendrickson s-au alăturat lui Smith în acțiunea de condamnare a mccarthy-ismului.
Elmer Davis, unul dintre cei mai respectați reporteri și comentatori din deceniile ale cincilea și al șaselea, a luat deseori atitudine față de ceea ce considera a fi excesele mccarthy-ismului. Astfel, el avertiza că numeroasele mișcări anticomuniste locale sunt  "atacuri generale nu numai împotriva școlilor și universităților, bibliotecilor, profesorilor și textelor de carte, dar împotriva oamenilor care gândesc și scriu, [...] pe scurt, împotriva libertății intelectuale."
În 1952, Curtea Supremă a Statelor Unite a anulat o decizie a unui tribunal inferior în cazul Alder v. Comisia de învățământ a Statului New York, aceasta din urmă aprobând o hotărâre care permitea comisiei locale pentru verificarea loialității să concedieze profesorii considerați "subversivi".
Piesa lui Arthur Miller din 1952 Creuzetul folosea Procesul vrăjitoarelor din Salem ca pe o metaforă pentru mccarthy-ism, sugerând că acuzarea de tip  Salem poate apărea în orice moment istoric sau în orice loc. Acțiunea piesei era concentrată asupra faptului că, odată acuzat, o persoană are puține șanse să fie exnonerată, datorită legăturilor oculte care apar între public și judecători. Miller avea să scrie mai târziu: "Cu cât mai mult învăț despre panica din Salem, cu atât mai mult sunt conștient de imaginile corespunzătoare ale experiențelor obișnuite din anii 50."

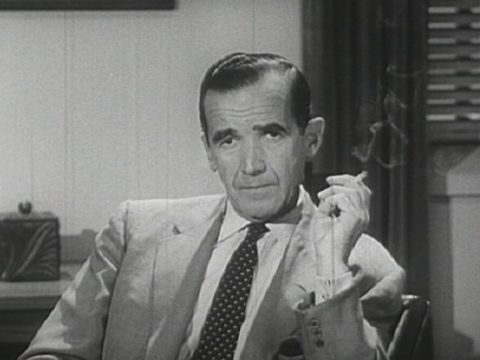
Analistul politic Edward R. Murrow

McCarthy a ajuns, la rândul lui, ținta unor atacuri tot mai virulente pe la mijlocul deceniului al șaselea. Pe 9 martie 1954, politologul  vestit de la CBS Edward R. Murrow a făcut o emisiune extrem de critică, "Report on Joseph R. McCarthy", care folosea  un colaj de inregistrări video ale lui McCarthy, care îl puneau pe senator într-o lumină defavorabilă, de om necinstit în cuvântări și abuziv față de cei interogați. În același an, audierile armată-McCarthy au putut fi văzute în direct la postul de televiziune ABC. Aceste emisiuni au permis publicului larg să vadă modul în care erau conduse interogatoriile persoanelor suspectate de comunism și tacticile controversate ale senatorului.

## Declinul mccarthy-ismului
Spre mijlocul deceniului al șaselea, atitudinile și instituțiile mccarthy-iste au început să slăbească treptat. Schimbarea sentimentelor opiniei publice a contribuit, din plin, la declinul mccarthy-ismului, iar o măsură a acestei slăbiri poate fi văzută în seria de decizii ale tribunalelor, din acea perioadă.
Una dintre cele mai importante figuri ale anilor de sfârșit de existență a listelor negre a fost John Henry Faulk. Gazdă a unui emisiuni radio de comedie de după-amiază, Faulk era o persoană cu vederi de stânga, activă în cadrul sindicatului din care făcea parte, Federația Americană a Artiștilor de Televiziune și Radio. El a fost cercetat de AWARE, una dintre multele firme particulare care cercetau indivizii bănuiți de "lipsă de loialitate". Etichetat de  AWARE ca indezirabil, el a fost concediat de CBS Radio. Un caz aproape unic printre victimele listelor negre mccarthy-iste, Faulk a dat în judecată AWARE în 1957, și a câștigat în cele din urmă procesul în 1962. Deși au mai existat câteva liste negre în anumite cazuri particulare, vremea lor trecuse, deciziile luate pe baza lor devenind atacabile în justiție. Odată cu aceasta, agențiile private pentru "verificarea loialității" au dispărut.
Chiar mai înainte de verdictul favorabil lui Faulk, numeroși responsabili din Hollywood hotărâseră că venise vremea renunțării la listele negre. În 1960, Dalton Trumbo, unul dintre cei mai cunoscuți membri ai grupului celor 10 de la Hollywood, a primit comanda oficială pentru scrierea scenariilor de la filmele Exodus și Spartacus.
La dezintegrarea mccarthy-ismului și-a adus contribuția Curtea Supremă. Doi dintre oamenii numiți de președintele Eisenhower la Curtea Supremă, Earl Warren și William J. Brennan, Jr., s-au dovedit mai liberali decât se așteptase președintele, numirile fiind mai târziu caracterizate de președinte ca "cea mai mare greșeală".
În 1956, Curtea Supremă a judecat cazul Slochower v. Comisia de învățământ. Slochower a fost profesor de la Brooklyn College, care fusese concediat de orașul New York după ce el invocase al cincilea amendament în timpul audierilor comisiei McCarthy în legătură cu fosta sa calitate de membru al Partidului Comunist.
O altă decizie importantă a fost cea din cazul Yates v. Statele Unite din 1957, în care condamnările a 14 comuniști au fost anulate.
De asemenea, în 1957 Curtea Supremă  a dat o soluție în cazul Watkins v. Statele Unite, reducând puterea HUAC de pedepsire a martorilor necooperanți pentru sfidarea Congresului.
În 1958, prin decizia în cazul Kent v. Dulles, Curtea Supremă a interzis Departamentului de Stat să-și folosească autoritatea propriilor sale reguli pentru a refuza eliberarea sau pentru a anula pașapoartele  doritorilor de astfel de acte numai pe baza apartenenței la partidul comunist sau a convingerilor comuniste.

### Folosirea termenului "mccarthy-ism" în zilele noastre
De pe vremea în care  McCarthy cunoștea celebritatea, cuvântul "mccarthy-ism" ("McCarthyism")a intrat în vocabularul americanilor ca un cuvânt care caracterizează o varietate de practici detestabile: cântărirea agresivă a patriotismului unei persoane, lansarea de acuzații nedovedite, folosirea acuzațiilor de lipsă de loialitate pentru a exercita presiuni asupra unei persoane pentru ca aceasta să adere la politicile conformiste ale momentului sau pentru discreditarea unui adversar, alterarea libertăților individuale în numele securității naționale și folosirea demagogiei.